# Chráněná krajinná oblast na Slovensku

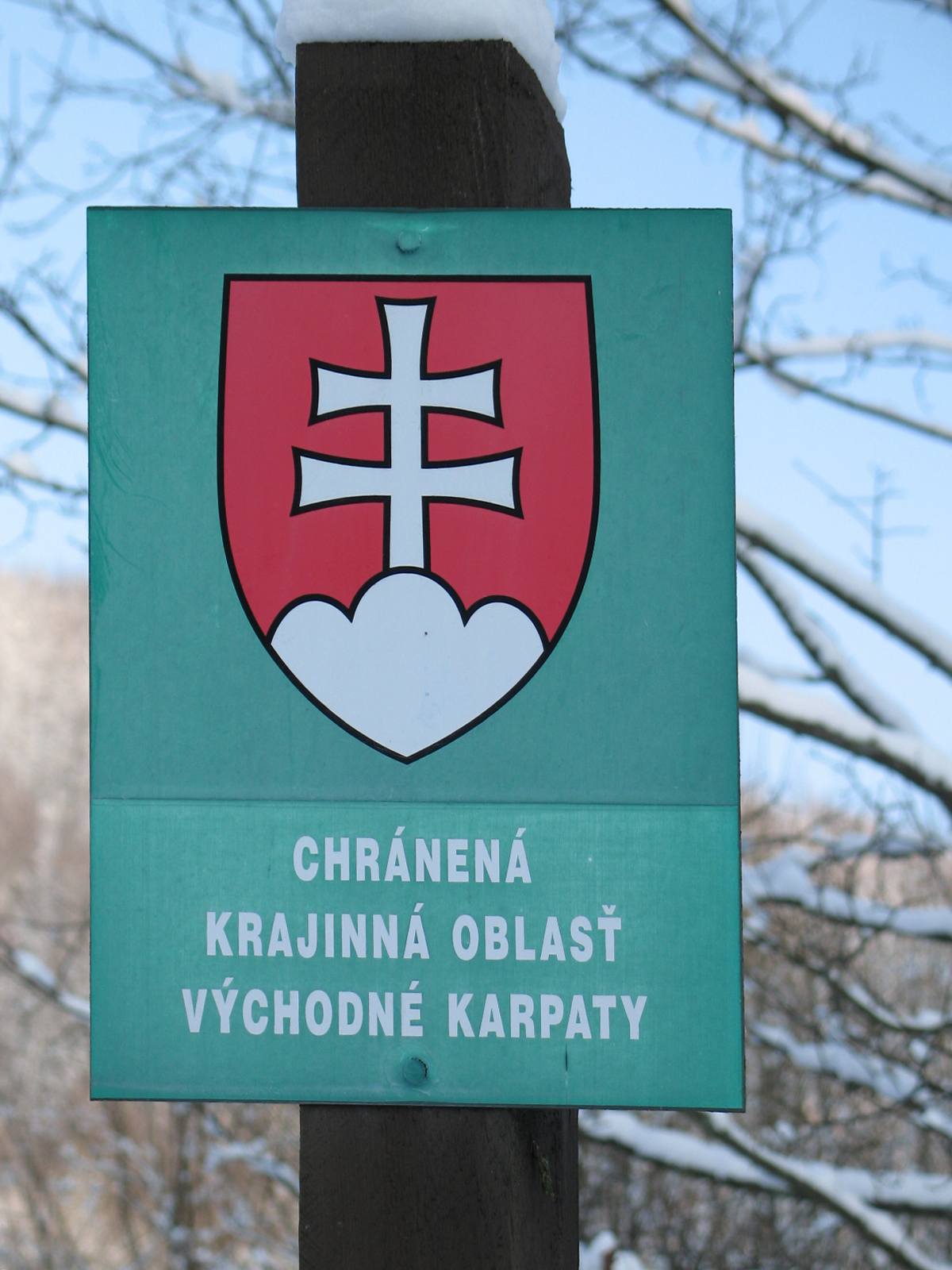
Tabule vymezující území Chráněné krajinné oblasti Východní Karpaty

Chráněná krajinná oblast (CHKO) je v systému ochrany přírody Slovenska a dříve Československa od poloviny 50. let 20. století (od vyhlášení prvních zákonů o státní ochraně přírody) označení pro velkoplošné chráněné území nižšího stupně ochrany, než jaký platí pro národní parky.

## Seznam CHKO

### Historie právních úprav
Chráněná území v Československu byla vyhlašována od roku 1838, tehdy vznikly první dvě rezervace. V roce 1933 bylo v Československu přes sto přírodních rezervací.
V roce 1956 byl přijat zákon č. 40/1956 Sb. o státní ochraně přírody, s působností jen pro české kraje, a to ode dne vyhlášení (24. srpna 1956), na Slovensku č. 1/1955 Zb. SNR. Tyto zákony definovaly formy chráněných území. Pro chráněné krajinné oblasti byla použita zkratka CHKO. Byly řazeny spolu s národními parky pod velkoplošná chráněná území. Zákony byly doplňovány řadou vyhlášek a nařízení, které upravovaly mj. i plošný rozsah CHKO.

### Seznam
- Chráněná krajinná oblast Biele Karpaty (Bílé Karpaty)
- Chráněná krajinná oblast Cerová vrchovina (Cerová vrchovina)
- Chráněná krajinná oblast Dunajské luhy (Podunajská nížina)
- Chráněná krajinná oblast Horní Orava (region Horní Orava)
- Chráněná krajinná oblast Kysuce (Javorníky, Turzovská vrchovina, Moravskoslezské Beskydy, Kysucké Beskydy, Kysucká vrchovina)
- Chráněná krajinná oblast Latorica (Východoslovenská nížina)
- Chráněná krajinná oblast Malé Karpaty (Malé Karpaty)
- Chráněná krajinná oblast Poľana (Poľana)
- Chráněná krajinná oblast Ponitří (Tribeč, Vtáčnik)
- Chráněná krajinná oblast Strážovské vrchy (Strážovské vrchy, Súľovské vrchy)
- Chráněná krajinná oblast Štiavnické vrchy (Štiavnické vrchy)
- Chráněná krajinná oblast Vihorlat (Vihorlatské vrchy)
- Chráněná krajinná oblast Východné Karpaty (Laborecká vrchovina)
- Chráněná krajinná oblast Záhorie (Borská nížina)